# Sorapilla sprucei
Sorapilla sprucei är en bladmossart som beskrevs av Mitten 1869. Sorapilla sprucei ingår i släktet Sorapilla och familjen Sorapillaceae. Inga underarter finns listade i Catalogue of Life.